# Bentiu (miasto)
Bentiu (d. ar: Bantiu) – miasto w Sudanie Południowym, nad rzeką Bahr el Ghazal. Stolica stanu Unity. Liczy 7653 mieszkańców (2024). Ośrodek przemysłowy. W mieście znajduje się port lotniczy Bentiu.